# Fakhruddin Ali Ahmed
Fakhruddin Ali Ahmed (né le 5 mai 1905 - mort le 11 février 1977) est un homme d'État indien. Il est le président de l'Inde du 24 août 1974 jusqu'à sa mort le 11 février 1977.